# Flavonol-3-O-glikozid glukoziltransferaza
Flavonol-3-O-glikozid glukoziltransferaza (EC 2.4.1.240, Flavonol-3-O-glycoside glucosyltransferase) je enzim sa sistematskim imenom UDP-glukoza:flavonol-3-O-beta-D-glukozil-(1->2)-beta-D-glukozid 2-O-beta-D-glukoziltransferaza. Ovaj enzim katalizuje sledeću hemijsku reakciju
UDP-glukoza + flavanol3-O-beta--glukozil-(1->2)-beta--glukozid {\displaystyle \rightleftharpoons } UDP + flavanol3-O-beta--glukozil-(1->2)-beta--glukozil-(1->2)-beta--glukozid
Ovaj enzim je jedna od tri specifična glukoziltransferaze u grašku (Pisum sativum) koji uspešno dodaje beta-D-glukozilnu grupu prvo na O-3 kampferola, a zatim na O-2 prethodno dodate glukozilne grupe.

## Literatura
- Nicholas C. Price; Lewis Stevens (1999). Fundamentals of Enzymology: The Cell and Molecular Biology of Catalytic Proteins (Third изд.). USA: Oxford University Press. ISBN 019850229X.
- Eric J. Toone (2006). Advances in Enzymology and Related Areas of Molecular Biology, Protein Evolution (Volume 75 изд.). Wiley-Interscience. ISBN 0471205036.
- Branden C; Tooze J. Introduction to Protein Structure. New York, NY: Garland Publishing. ISBN 0-8153-2305-0.
- Irwin H. Segel. Enzyme Kinetics: Behavior and Analysis of Rapid Equilibrium and Steady-State Enzyme Systems (Book 44 изд.). Wiley Classics Library. ISBN 0471303097.
- William P. Jencks (1987). Catalysis in Chemistry and Enzymology. Dover Publications. ISBN 0486654605.

## Spoljašnje veze
- Flavonol-3-O-glycoside+glucosyltransferase на 